# Мурчисон, Чарльз
Чарльз Му́рчисон (26 июля 1830 — 23 апреля 1879) — британский врач, преподаватель и научный писатель, наиболее известный своими исследованиями в области лечения лихорадок и болезней печени.
Родился на Ямайке, входившей тогда в состав Британской Вест-Индии; в трёхлетнем возрасте вместе с семьёй возвратился в Шотландию, где жил в Элгине. В 15-летнем возрасте поступил в Абердинский университет изучать искусство, но спустя два года перешёл на медицинский факультет Эдинбургского университета, где проявил особые успехи в изучении хирургии. В 1851 году получил степень доктора медицины. После завершения обучения некоторое время работал в британском посольстве в Турине, по возвращении в Эдинбург работал врачом в Королевской больнице. Затем совершенствовался по медицине в Париже и Дублине, с 17 января 1853 года служил военным врачом в армии Британской Ост-индской компании в Бенгалии, затем работал в Вестминстерском диспансере и больнице Св. Марии (в этом заведении был также лектором по ботанике и куратором музея), в 1856 году стал помощником главного врача больницы Королевского колледжа, в 1860 году перешёл на ту же должность в госпиталь Миддлсекса и там же стал читать лекции по патологии; полным врачом стал в 1866 году и работал в этом госпитале до 1871 года. С 1866 года был также членом Королевского общества. С 1871 года и до конца жизни работал врачом и профессором по внутренним болезням при госпитале Св. Фомы, с 1875 года — экспертом по медицине при Лондонском университете, с 1877 года был председателем Лондонского патологического общества и Эдинбургского общества врачей. Осенью 1873 года установил, что причиной вспышки эпидемии брюшного тифа в Лондоне стало загрязнённое молоко. Скончался в 1879 году внезапно — от болезни сердца, которой страдал на протяжении последних девяти лет жизни, отказываясь выйти в отставку. Был женат с июля 1859 года, имел девятерых детей.
Считался одним из крупнейших британских терапевтов XIX века[кем?]. Ему принадлежит труд о тифозных заболеваниях, изданный под заглавием «A treatise on the continued fevers of Great-Britain» (Лондон, 1862; немецкое издание с дополнением В. Цульзера — «Die Epidemie des recurrirenden Typhus in St. Petersburg 1864, 1865», Брауншвейг, 1867). Имел известность также его труд о болезнях печени «Clinical lectures on diseases of the liver, jaundice and abdominal dropsy» (Л., 1868; 2-е издание — 1877). Другие работы его авторства: «On functional derangements of the liver» (Лондон, 1874); «Medical notes on the climate of Burmah and on the diseases which have there prevailed among European troops» («Edinb. Med. and Surg. Journ.», 1855) и так далее. Состоял членом нескольких научных обществ, сотрудничал в медицинской периодике